# رايموندو كينغ
رايموندو كينغ (بالإسبانية: Raymundo King)‏ هو سياسي مكسيكي، ولد في 18 ديسمبر 1976 في المكسيك. حزبياً، نشط في الحزب الثوري المؤسساتي. وقد انتخب عضو مجلس النواب المكسيك.